# グラマダ
座標: 北緯43度50分 東経22度40分 / 北緯43.833度 東経22.667度

グラマダ
Грамадаグラマダ ブルガリア内のグラマダの位置

グラマダ（ブルガリア語: Грама̀да / Gramada）はブルガリア北西部の町、およびそれを中心とした基礎自治体。ヴィディン州に属する。

## 町村
グラマダ基礎自治体（Община Грамада）には、その中心であるグラマダをはじめ、以下の町村（集落）が存在している。
- Бояново
- Бранковци
- Водна
- Грамада

- Медешевци
- Милчина лъка
- Срацимирово
- Тошевци